# Friedrich Wilhelm Meschwitz
Friedrich Wilhelm Meschwitz (* 31. Januar 1815 in Bockau; † 20. Oktober 1888 in Blasewitz) war ein deutscher Forstinspektor. 

## Leben

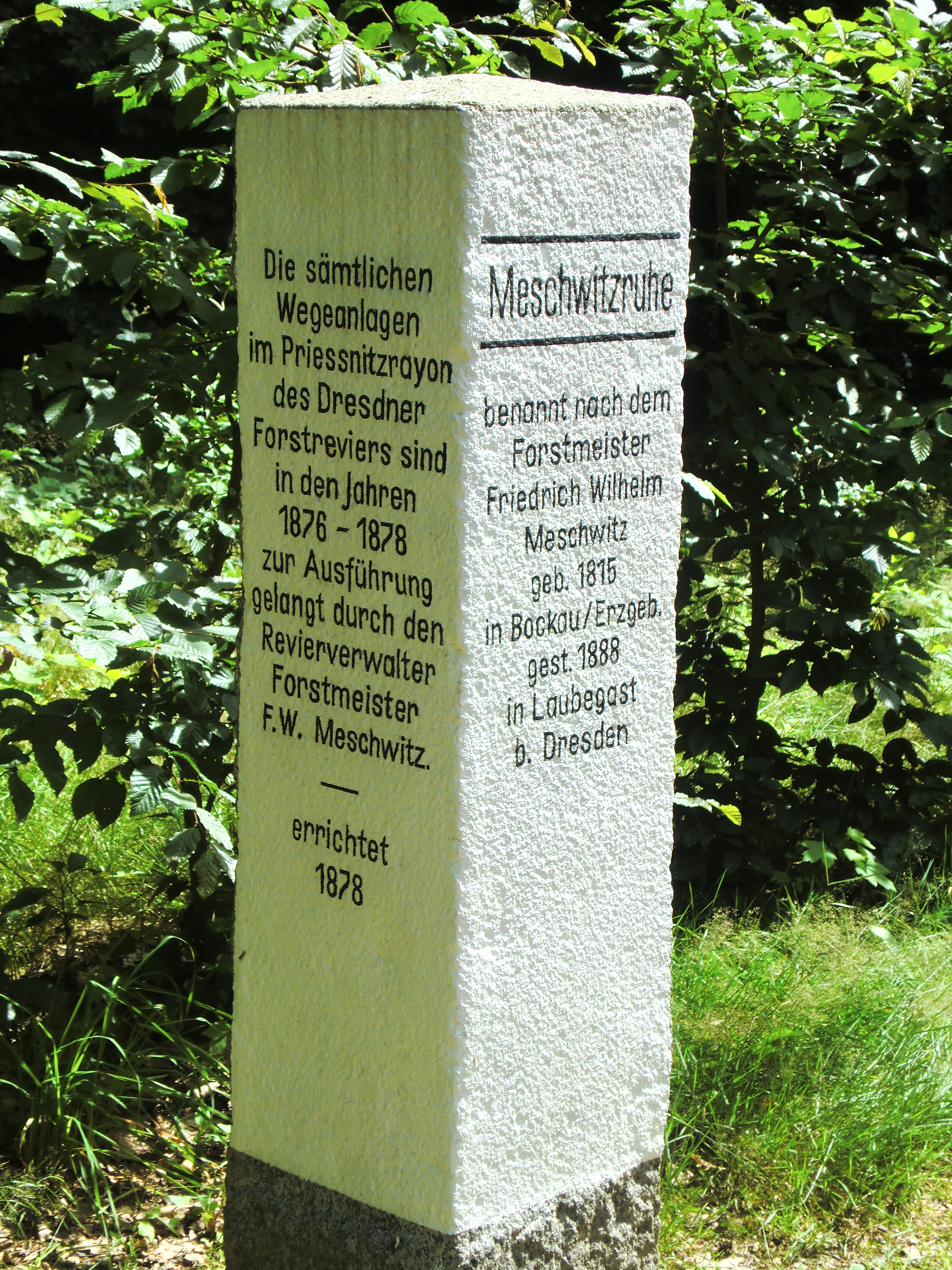
Gedenkstein der Meschwitzruhe in der Dresdner Heide

Nach dem Besuch der Realschule in Plauen schlug Friedrich Wilhelm Meschwitz eine forstliche Laufbahn ein. Nach einigen Jahren praktischer Lehre studierte er von 1834 bis 1836 an der Forstakademie Tharandt. Dort lernte er unter anderem bei Heinrich und Friedrich August von Cotta. Im Jahr 1836 nahm er eine Tätigkeit in der sächsischen Forstverwaltung auf.
Er wurde 1852 Oberförster in Bockau und 1862 Forstinspektor in Dresden. Hier hatte er einen großen Anteil an der Erschließung der Dresdner Heide für den Fremdenverkehr. So leitete er in den 1870er Jahren den Ausbau des Sandschluchtweges und initiierte die Pflanzung der Bäume entlang der Marien- und Stauffenbergallee.
Meschwitz arbeitete an zahlreichen forstwissenschaftlichen Themen. So erfand er ein Aufforstungsverfahren für versandete Heidestrecken und entwickelte eine Methode zur erfolgreichen Bekämpfung der Baumschütte. Er war Mitarbeiter des Tharandter forstlichen Jahrbuches. Meschwitz fertigte Gutachten für das sächsische Kriegsministerium bei den Bodenuntersuchungen für den Bau der Albertstadt und der Infanteriekaserne in Zwickau an.
Im Jahr 1879 wurde Meschwitz zum Forstmeister ernannt. Aufgrund einer Krankheit wurde er 1881 in den Ruhestand versetzt. Seine letzten Jahre verbrachte er in Blasewitz bei Dresden. 
Meschwitz wurde im Familiengrab auf dem St.-Pauli-Friedhof beigesetzt. An der Stelle der bis 1960 bestehenden Grabstätte steht eine im Jahr 1880 von Meschwitz selbst gepflanzte Schindel-Eiche, die mit ihren 370 cm Stammumfang (Stand: 2012) heute als größter Baum dieser Art in Deutschland gilt und zu den ältesten erhaltenen Gedenkbäumen in Dresden gehört. Anlässlich seines 125. Todestags erhielt der Baum im Oktober 2013 den Namen Meschwitz-Eiche und eine Gedenktafel.
Im Jahr 1946 wurde die Planitzstraße im Dresdner Stadtteil Albertstadt ihm zu Ehren in Meschwitzstraße umbenannt. Sie ist eine Nebenstraße der Königsbrücker Straße und endet an der Dresdner Heide.
Einer seiner Söhne war der Offizier, Schriftsteller und Bibliothekar Heinrich Meschwitz (1869–1927).